# Antoine-Vincent Arnault
Antoine-Vincent Arnault (Párizs, 1766. január 1. – Goderville (Le Havre mellett), 1834. szeptember 16.) francia költő, drámaíró, a Francia Akadémia tagja. Lucien Arnault költő és drámaíró apja.

## Életútja
Miután elvégezte a jogot, irodalommal kezdett foglalkozni. Már első sikeres tragédiájával (Marius á Minturnes, 1791) megalapította költői hírnevét. Tetszéssel fogadták következő drámáját, a Lucrèce ou Rome libre-t is (1792), majd azt követte a Quintius Cincinnatus (1794), az Oscar, fils d'Ossian (1795), melyek mind a francia klasszicista dráma késői termékei. 1792 szeptembere után Angliába távozott, onnan Brüsszelbe ment. Hazatérése után, 1793-ban mint emigránst letartóztatták, de csakhamar elengedték.
Napóleonnak kedves embere volt, aki 1797-ben őt bízta meg a francia csapatok által megszállt Jón-szigetek szervezésének kidolgozásával, 1800-ban pedig a közoktatás miniszterévé tette. Harminc esztendős korában az Institut de France tagja, 1805-ben alelnöke, 1803-ben a Francia Akadémia tagja lett. Közben az Akadémia szótárának munkatársaként is dolgozott. Akkoriban írta egyik legjobb drámáját: Blanche et Montcassin, ou les Vénitiens (bemutatták 1798-ban). Napóleon bukása után kizárták az Institut-ből, el kellett hagynia az országot, ismét Brüsszelbe ment. Csak 1819-ben térhetett megint vissza. Közben megírta és külföldről hazaküldte újabb tragédiáját, a Germanicust (1816), melynek bemutatója heves összetűzést váltott ki a royalisták és a bonapartisták között. További ötfelvonásos tragédiái: Guillaume de Nassau, tragédia 5 elvonásban (1825), Le Proscrit, ou Les Guelfes et les Gibelins (1827). Arnault a romantika zászlóbontása idején is végig a francia klasszicizmus híve maradt. 1829-ben újra felvették az akadémiába, sőt állandó titkárává választották.
Drámáinál ismertebbek szatirikus meséi (Fables, 1802; Fables nouvelles, 1833) és lírai költeményei. Megírta Napóleon katonai és politikai életrajzát (Vie politique et militaire de Napoléon, 2 kötet). Ezért a munkáért Napóleon százezer franc-t hagyott rá. Munkáinak összkiadása 1818-ban Hágában (4 kötet), majd 1824–1827-ben Párizsban (8 kötet) jelent meg. Emlékiratait Souvenirs d'un sexagénaire címen adta közre 1834-ben.